# Pakembinangun, Pakem, Sleman
Pakembinangun (tiếng Java: ꦥꦏꦼꦩ꧀ꦧꦶꦤꦔꦸꦤ꧀, đã Latinh hoá: Pakembinangun) là một kalurahan (xã) thuộc quận Pakem, huyện Sleman, Vùng đặc biệt Yogyakarta, Indonesia. Trước năm 1946, khu vực xã này ban đầu thuộc về xã Wonogiri, xã Padasan và xã Pakem. Tuy nhiên, ba xã đó sau đó được hợp nhất thành một xã tự trị vào năm 1946. 

## Lịch sử
Trước năm 1946, khu vực Pakembinangun ban đầu thuộc về ba xã, gồm xã Wonogiri với trưởng xã Pawiroharjo (Sempu), xã Padasan với trưởng xã Harjodimulyo (Sambi), và xã Pakem với trưởng xã Pawiro Sastro (Gambiran). Tuy nhiên, theo Tuyên cáo của Chính quyền Vùng đặc biệt Yogyakarta được ban hành năm 1946 về "Chính quyền xã", ba xã đó sau đó được hợp nhất thành một xã tự trị mang tên "Pakembinangun". Chính thức, Pakembinangun được thành lập thành xã theo Tuyên cáo số 5 năm 1948 về "Thay đổi các khu vực xã".

## Địa lý
Krisnata, Virgawati và Julianto ghi nhận Pakembinangun có đặc điểm đất đai ở độ cao từ 415–518 mét so với mực nước biển, với địa hình bằng phẳng đến hơi dốc. Trong khi đó, loại đất ở khu vực này là regosol, với kết cấu cát pha sét. Khu vực này có diện tích 419,3084 ha, bao gồm 95,5764 ha đất thổ cư, 287,0520 ha đất ruộng, 1,5000 ha đất sân bãi, 1,6800 ha đất nghĩa trang, cùng với 33,5000 ha sông và đường. Điểm cao nhất của khu vực này ở độ cao + 525 mét so với mực nước biển, trong khi điểm thấp nhất ở độ cao + 382 mét so với mực nước biển.
Khu vực này gồm 10 thôn, bao gồm:
- Thôn Demen gồm bảy tổ dân phố.
- Thôn Duwetsari gồm năm tổ dân phố.
- Thôn Kertodadi gồm ba tổ dân phố.
- Thôn Pakemgede gồm năm tổ dân phố.
- Thôn Pakemtegal gồm sáu tổ dân phố.
- Thôn Paraksari gồm bốn tổ dân phố.
- Thôn Purwodadi gồm bốn tổ dân phố.
- Thôn Sambi gồm hai tổ dân phố.
- Thôn Sempu gồm năm tổ dân phố.
- Thôn Sukunan gồm sáu tổ dân phố.[4][5]

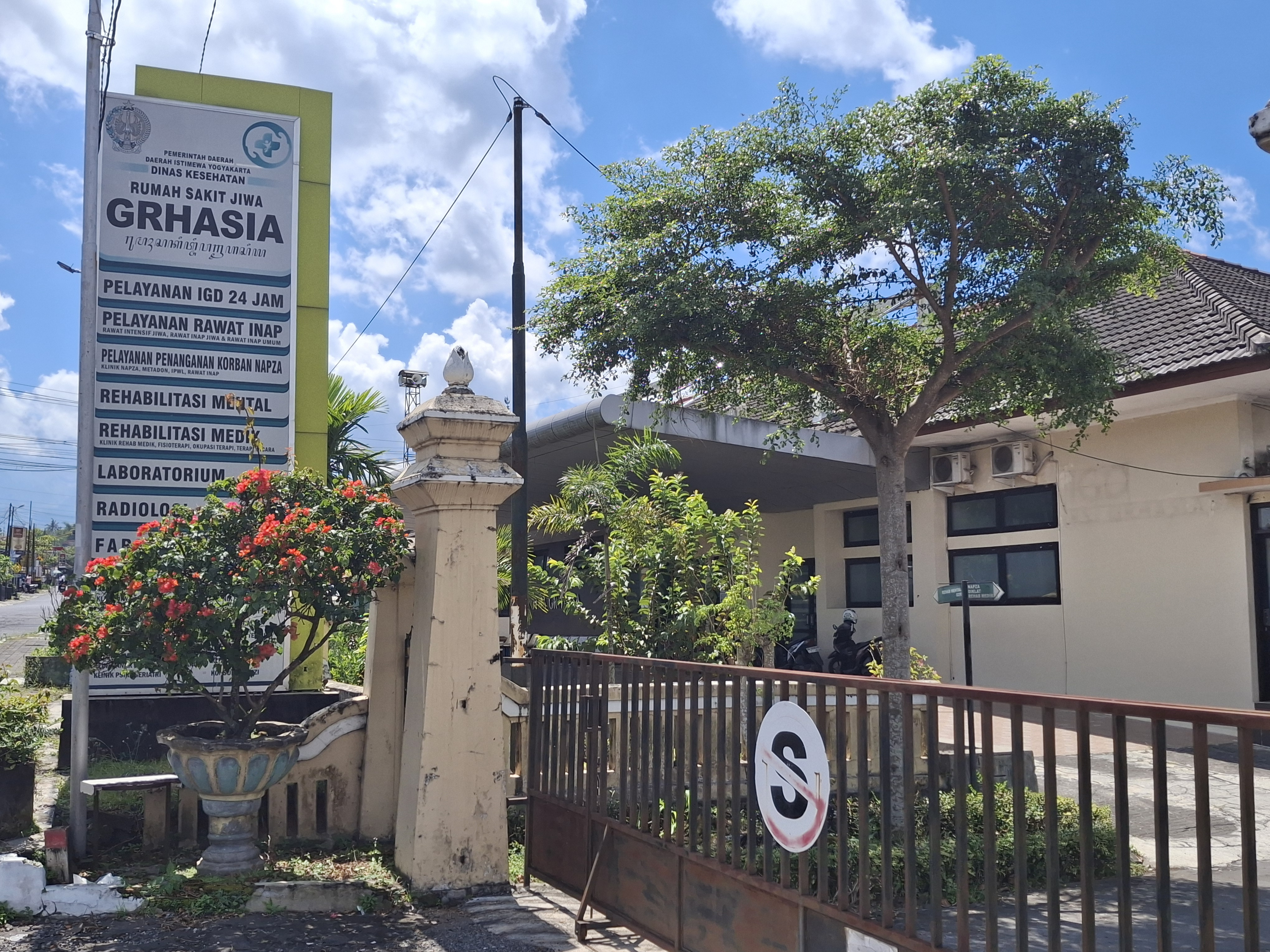
Bệnh viện tâm thần Grhasia.

Về mặt địa lý, khu vực xã này có ranh giới hành chính như sau:
- Hướng bắc: xã Hargobinangun.
- Hướng đông: xã Wukirsari.
- Hướng nam: xã Umbulmartani.
- Hướng tây: xã Harjobinangun.

Pakembinangun có vị trí chiến lược và cơ sở hạ tầng đã phát triển tốt, giúp việc đi lại của người dân thuận lợi hơn. Một số cơ sở kinh tế và xã hội ở xã này gồm có bưu điện, hai bệnh viện lớn (Bệnh viện tâm thần Grhasia và Bệnh viện Panti Nugroho), chợ truyền thống, chi nhánh một số ngân hàng, văn phòng cầm đồ, bến xe buýt, và nằm cách + 2–3 km so với Universitas Islam Indonesia (Đại học Hồi giáo Indonesia) và Trung tâm đào tạo nhân viên Bank Rakyat Indonesia (Ngân hàng Nhân dân Indonesia).
Là một xã nằm ở vùng núi, phần lớn diện tích của khu vực này đóng vai trò là vành đai xanh. Theo Wati và Budiani, Pakembinangun là thủ phủ của quận Pakem, nên các cơ sở dịch vụ tập trung tại đây. Do đó, người dân địa phương thường xuyên quản lý nguồn tài nguyên nước như hệ thống tưới tiêu, mạch nước ngầm và lưu vực sông. Trong khi đó, sản phẩm nông nghiệp chủ lực của khu vực agropolitan này là lúa.

## Tình hình kinh tế

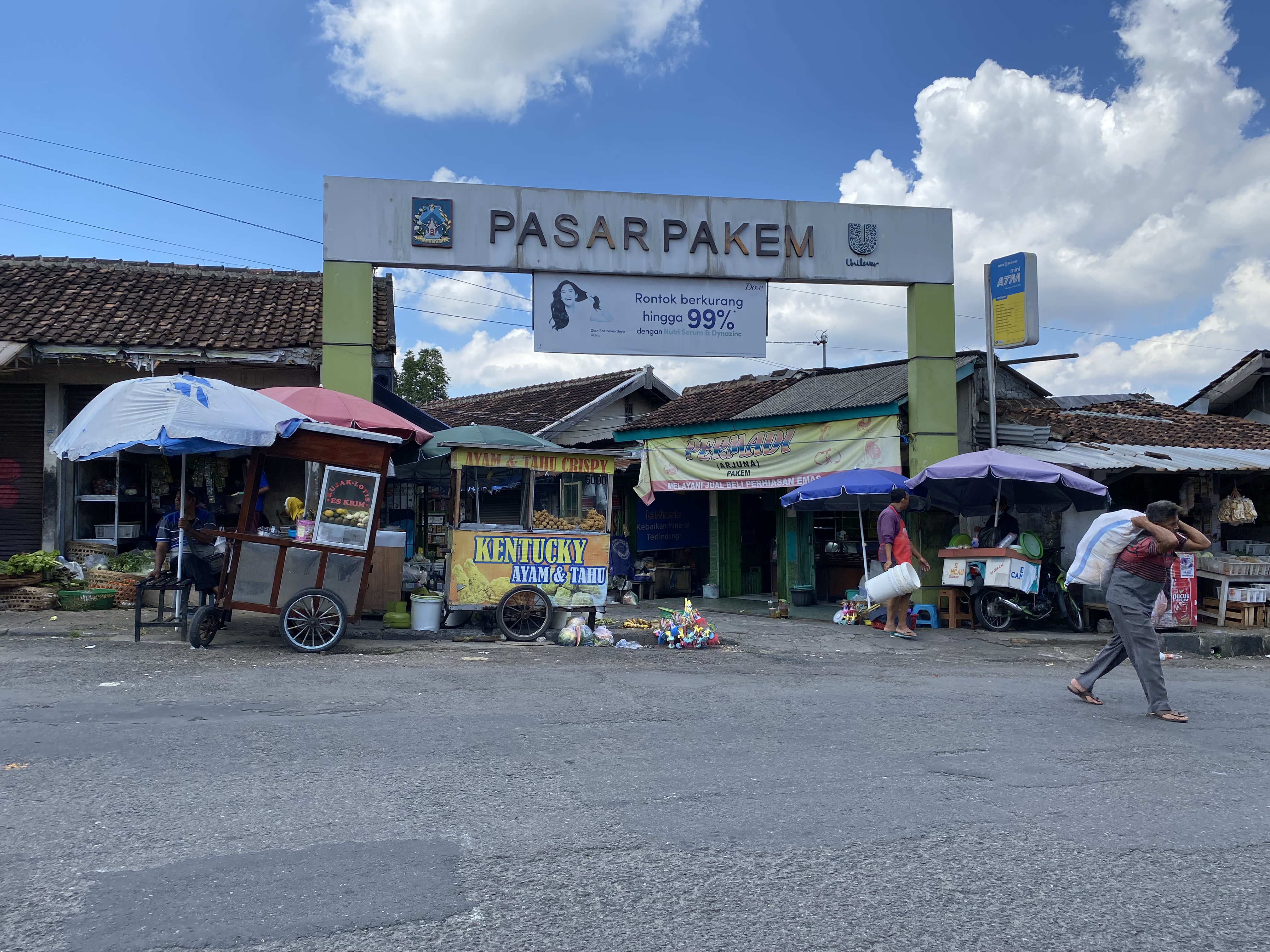
Chợ Pakem.

Nhìn chung, người dân Pakembinangun chủ yếu làm việc trong các công ty tư nhân. Tiếp theo là tự kinh doanh, nông dân/người trồng trọt, tiểu thương, lao động thời vụ và công chức. Trung tâm kinh tế của khu vực này nằm ở Chợ Pakem, cách trụ sở xã khoảng + 500 mét. Một số hoạt động ẩm thực phục vụ du lịch tại đây gồm các sản phẩm thực phẩm tươi và khô do người dân chế biến, cùng với một số cửa hàng tạp hóa và cửa hàng hiện đại. Theo Báo cáo thực hiện quản lý hành chính xã Pakembinangun năm ngân sách 2022, một số cá nhân và nhóm cộng đồng tại Pakembinangun đã được đào tạo và hướng dẫn về doanh nghiệp siêu nhỏ, nhỏ và vừa trong lĩnh vực chế biến thực phẩm, thủ công mỹ nghệ và các sản phẩm khác có thể tiêu thụ trên thị trường, từ đó nâng cao giá trị kinh tế.

## Địa điểm du lịch

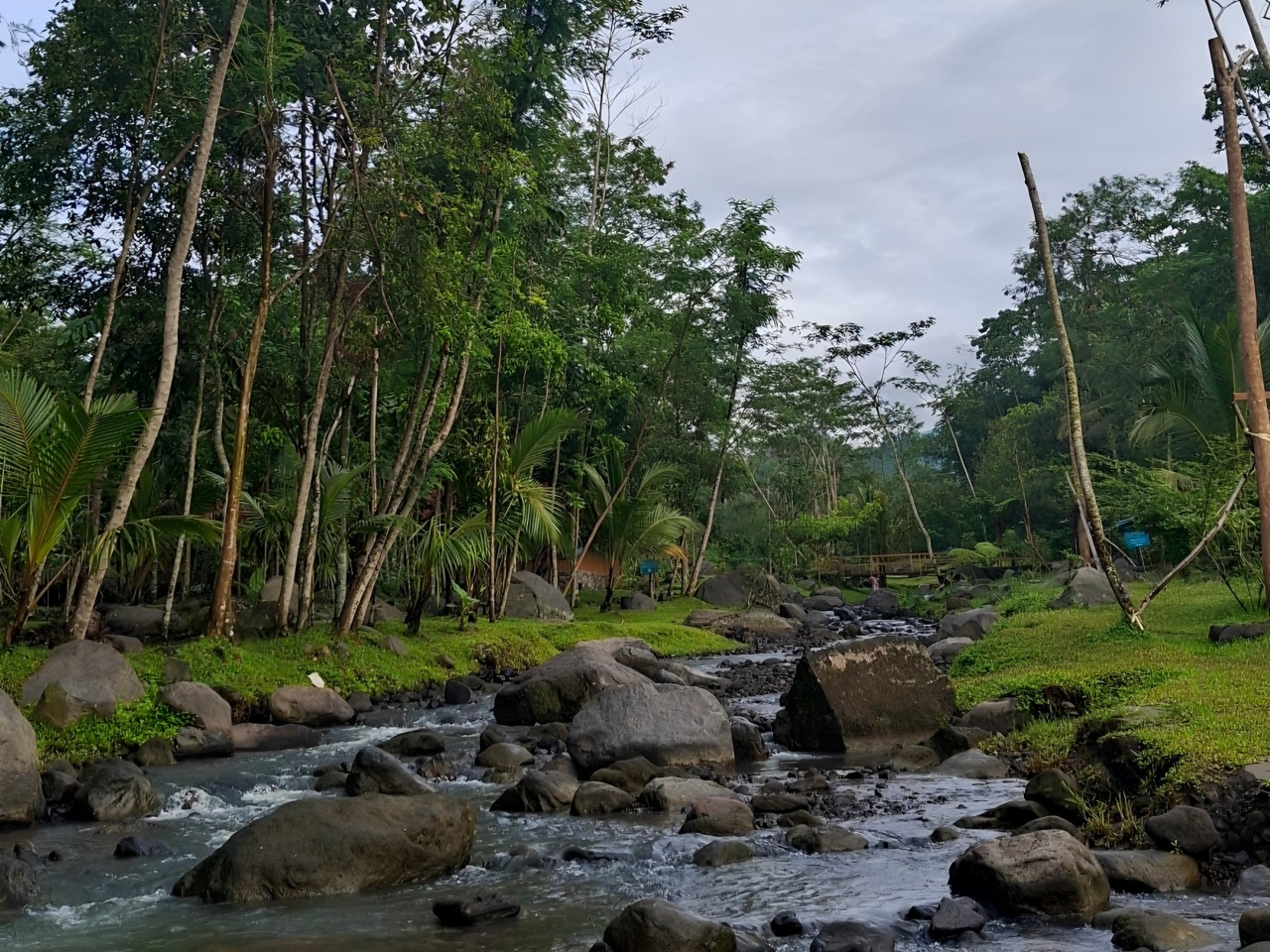
Ledok Sambi.

Một số điểm tham quan tại Pakembinangun gồm có:
- Làng du lịch Sambi.[10]
- Hồ chứa Pakembinangun.[11]
- Ledok Sambi.[12]
- Lor Sambi.[13]

## Trưởng xã
Dưới đây là các trưởng xã đã từng đảm nhiệm tại Pakembinangun.
| Số. | Tên                                   | Xuất xứ                                      | Nhiệm kỳ  |
| --- | ------------------------------------- | -------------------------------------------- | --------- |
| 1.  | Hardjodimulyo                         | Kertodadi                                    | 1946–1965 |
| 2.  | Mujono                                | Paraksari                                    | 1965–1982 |
| 3.  | Aris Munandar*)                       | Pakemgede                                    | 1983–1985 |
| 4.  | Suhardjono                            | Balong                                       | 1986–1995 |
| 5.  | Dik Wardanis Kuntohadi                | Pesanggrahan                                 | 1996–1998 |
| 6.  | Noor Edi Pamungkas                    | Sukunan                                      | 1999–2007 |
| 7.  | Huri Kristana                         | Pakemtegal                                   | 2007–2009 |
| 8.  | Suharto H.S.                          | Pakemtegal                                   | 2010–2016 |
| 9.  | Djoko Mulyono                         | Demen                                        | 2016–2017 |
| 10. | Suranto                               | Wonogiri                                     | 2017–2023 |
| 11. | Sunardi                               | Ban quản lý Thống nhất Quốc gia và Chính trị | 2020–2024 |
| 12. | Djoko Mulyono                         | Quận Pakem                                   | 2024–2025 |
|     | Ghi chú: *) Quyền trưởng xã tạm thời. |                                              |           |